# Pteropus tonganus
La volpe volante del Pacifico (Pteropus tonganus Quoy & Gaimard, 1830 è un pipistrello della famiglia degli Pteropodidi, diffuso in alcune isole dell'oceano Pacifico sud-occidentale.

## Descrizione

### Dimensioni
Pipistrello di grandi dimensioni, con la lunghezza della testa e del corpo tra 145 e 270 mm, la lunghezza dell'avambraccio tra 133 e 175,4 mm, la lunghezza delle orecchie tra 20 e 31 mm, la lunghezza del piede tra 40,5 e 61 mm e un peso fino a 1,099 kg.

### Aspetto
La pelliccia è corta. Il colore generale del corpo è nerastro, le spalle e la nuca sono giallo-brunastre. Sono presenti degli anelli di colore simile al mantello intorno agli occhi. Il muso è lungo ed affusolato, gli occhi sono grandi con l'iride marrone scura. Le orecchie sono di dimensioni normali e con l'estremità arrotondata. Le membrane alari sono attaccate sulla schiena, vicine tra loro. Gli artigli sono color marrone scuro con la punta più chiara. La tibia è priva di peli. È privo di coda, mentre l'uropatagio è ridotto ad una sottile membrana lungo la parte interna degli arti inferiori. La sottospecie P.t. geddiei è la più grande, mentre P.t. basiliscus è la più piccola.

## Biologia

### Comportamento
È una specie fortemente gregaria e notturna. Le colonie sono state osservate su grandi alberi di mangrovie e foreste, spesso vicino alle scogliere. A volte è stato osservato anche singolarmente o in piccoli gruppi.

### Alimentazione
Si nutre di frutti e fiori di molte specie native ed introdotte, tra le quali la Banana, la Palma da cocco, la Papaya, il Mango, e l'Albero del Pane. Sulle isole Vanuatu è stato osservato mentre si nutre di frutti di Syzygium, Ficus e fiori di Eugenia malaccensis.
Rispetto a P. anetianus è un consumatore meno frequente di fiori. La sottospecie P.t. tonganus si nutre inoltre di frutti di Kapok, Ylang-ylang, Cerbera manghas, Ochrosia oppositofolia, Terminalia catappa, Dyospiros samoensis, Calophyllum inophyllum, Avocado, Inocarpus fagifer, Fragraea beretiana, Pandanus tectorius, Arancio, Pometia pinnata. Planchonella torricellensis e Pomodoro.

### Riproduzione
Questa specie ha un periodo riproduttivo fisso e sincronizzato, con i piccoli che nascono tra marzo e aprile a nord di una latitudine di 4°N e a settembre a sud di una latitudine di 3°N. Danno alla luce un piccolo una volta all'anno dopo una gestazione di sei mesi. Diventano maturi sessualmente dopo i due anni di vita.

## Distribuzione
Questa specie è diffusa in alcune isole dell'Oceano Pacifico sud-occidentale.
Vive nelle foreste umide tropicali e nelle mangrovie.

## Tassonomia
In accordo alla suddivisione del genere Pteropus effettuata da Andersen, P. tonganus è stato inserito nello P. mariannus species Group, insieme a P. mariannus stesso, P. yapensis, P. loochoensis, P. pelewensis e P. ualanus. Tale appartenenza si basa sulle caratteristiche di avere un ripiano basale nei premolari, cranio tipicamente pteropino e le spalle di un colore più brillante rispetto al resto del corpo.
Sono state riconosciute 3 sottospecie:
- P.t. tonganus: Isole Samoa, Isole Figi, Niue, Isole Tonga, Wallis e Futuna, Isole Cook: Mangaia e Rarotonga;
- P.t. basiliscus (Thomas, 1915): Isole di Karkar e Koil, lungo la costa nord-orientale di Papua Nuova Guinea.
- P.t. geddiei (MacGillivray, 1860): Isole Salomone: Malaita, Rennell e Makira; Isole Santa Cruz; Isole Vanuatu; Nuova Caledonia, Isola dei Pini e Isole della Lealtà.

La sottospecie P.t.basiliscus, considerata la notevole distanza geografica dalle altre sottospecie, potrebbe essere stata descritta in realtà sulla base di giovani individui di volpe volante dagli occhiali.
Altre specie simpatriche dello stesso genere: P. hypomelanus, P. woodfordi, P. anetianus, P. fundatus, P. ornatus, P. vetulus, P. samoensis, P. nitendiensis e P. tuberculatus.

## Conservazione
La IUCN Red List, considerato il vasto areale e la popolazione presumibilmente numerosa, classifica P. tonganus come specie con rischio minimo (LC).

La CITES ha inserito questa specie nell'appendice I.